# Arika
Arika (アリカ?, Kabushiki gaisha Arika) è uno sviluppatore ed editore di videogiochi giapponese. L'azienda è stata costituita nel 1995 da ex dipendenti Capcom con il nome di ARMtech K.K, e solo in seguito denominata Arika. Il nome dell'azienda deriva dalla storpiatura del nome del fondatore dell'azienda, Akira Nishitani, che insieme ad Akira Yasuda, ha creato Street Fighter II. Il primo gioco arcade di Arika è stato Street Fighter EX. Nel 2019, Arika ha collaborato con Nintendo per creare Tetris 99 e nel 2020 per sviluppare Super Mario Bros. 35.
Arika è anche nota per le serie Tetris: The Grand Master,  Dr. Mario e Endless Ocean.

## Storia
Arika è stata fondata nel novembre 1995. Durante il primo mese della sua esistenza l'azienda si focalizzò strettamente sulla ricerca.
Nel luglio 2011 è stato pubblicato un video di un progetto di prova di Arika 3DS, chiamato Fighting Sample, con Hokuto e Kairi della serie Street Fighter EX. Vennero poi pubblicati ulteriori screenshot che mostravano i personaggi Blair, Doctrine Dark e Shadow Geist, ma il progetto fu successivamente cancellato.  Più tardi, a maggio 2016, un altro video che mostrava Nanase, Allen, Darun e Skullomania è stato rilasciato come video di prova di esempio, senza piani per una versione futura. Nell'aprile 2017, Fighting EX Layer, che sembra essere l '"evoluzione" di Fighting Sample, è stato annunciato come pesce d'aprile, e successivamente ha confermato di essere effettivamente un gioco in fase di sviluppo. Fighting EX Layer è un successore spirituale sia della serie Street Fighter EX che di Fighting Layer, un picchiaduro arcade di Arika.
Tetris: The Grand Master 4: Masters of Round ha dimostrato di essere in sviluppo più volte sin dal 2009. Tuttavia, è stato cancellato in seguito a causa di vari motivi, tra cui violazioni del copyright per quanto riguarda l'emulazione e vari cloni sviluppati dai fan di TGM, in particolare Texmaster2009. TGM4 è stato nuovamente annullato di recente; Il Grand Master 2015 è stato annunciato e testato sia in Giappone che negli Stati Uniti nel giugno 2015. Questo test non è stato concesso in licenza da The Tetris Company.
Non molto tempo dopo il completamento, è stato dimostrato che un porting di Tetris the Absolute: The Grand Master 2 PLUS su PlayStation 2 era in fase di sviluppo. Per motivi sconosciuti, esso non è stata concesso in licenza e non è mai stato pubblicato.

## Giochi sviluppati
- Street Fighter EX (1996, arcade)
- Street Fighter EX Plus (1997, arcade)
- Street Fighter EX Plus α (1997, PlayStation)
- Street Fighter EX2 (1998, arcade)
- Tetris: The Grand Master (1998, arcade)
- Fighting Layer (1998, arcade)
- Street Fighter EX2 Plus (inizio 1999, arcade e 24 dicembre 1999, PlayStation)
- Street Fighter EX3 (2000, PlayStation 2)
- Tetris: The Grand Master 2 - The Absolute (2000, arcade)
- Tetris with Card Captor Sakura Eternal Heart (2000, PlayStation)
- Everblue (2001, PlayStation 2)
- Technictix (テクニクティクス?) (2001, PlayStation 2)
- Technic Beat (2002, sala giochi)
- Everblue 2 (2002, PlayStation 2)
- DoDonPachi Dai Ou Jou (2003, PlayStation 2)
- Mega Man Network Transmission (2003, GameCube)
- The Nightmare of Druaga: Fushigino Dungeon (2004, PlayStation 2, in collaborazione con Chunsoft)
- Tetris: The Grand Master 3 - Terror Instinct (2005, arcade)
- Super Dragon Ball Z (2005, arcade e PlayStation 2, in collaborazione con Crafts & Meister)
- Tetris: The Grand Master Ace (2005, Xbox 360)
- Tsubasa Chronicle (2005, Nintendo DS)
- Jewelry Master (2006-2007, Windows)
- Endless Ocean (2007, Wii)
- Ketsui Death Label (2008, Nintendo DS)
- Dr. Mario Online Rx (2008, Wii tramite WiiWare)
- Dr. Mario Express (2008, Nintendo DSi tramite DSiWare)
- Jewelry Master Twinkle (2009, Xbox 360 tramite Xbox Live Indie Games)
- Aa Mujou Setsuna / Metal Torrent (2009/2010, Nintendo DSi tramite DSiWare)
- Endless Ocean 2: Avventura negli abissi (2009/2010, Wii)
- Jewelry Master Twinkle Light (2010, Xbox 360 tramite Xbox Live Indie Games)
- Bust-A-Move Universe (2011, Nintendo 3DS)
- Giochi AR (2011, Nintendo 3DS in bundle con la console)
- 3D Classics Excitebike (2011, Nintendo 3DS tramite Nintendo 3DS eShop)
- 3D Classics Xevious (2011, Nintendo 3DS tramite Nintendo 3DS eShop)
- 3D Classics Urban Champion (2011, Nintendo 3DS tramite Nintendo 3DS eShop)
- 3D Classics Twinbee (2011, Nintendo 3DS tramite Nintendo 3DS eShop)
- 3D Classics Kirby Adventure (2011, Nintendo 3DS tramite Nintendo 3DS eShop)
- 3D Classics Kid Icarus (2012, Nintendo 3DS tramite Nintendo 3DS eShop)
- Tekken 3D: Prime Edition (2012, Nintendo 3DS)
- Orsetto Amichetto (2013, Nintendo 3DS. Bandai-Namco)
- Dr. Luigi (2013, Wii U tramite Nintendo eShop)
- Mario: Miracle Cure (2015, Nintendo 3DS tramite il Nintendo eShop)
- Fighting EX Layer (2018, PlayStation 4, Windows)
- Tetris 99 (2019, Nintendo Switch tramite Nintendo eShop)
- Super Mario Bros. 35 (2020, Nintendo Switch tramite il Nintendo eShop)[6]
- Pac-Man 99 (2021, Nintendo Switch tramite Nintendo eShop)
- Fighting EX Layer Another Dash (2021, Nintendo Switch)[7]